# Kanton Monthureux-sur-Saône
Der Kanton Monthureux-sur-Saône war bis 2015 ein französischer Wahlkreis im Arrondissement Épinal, im Département Vosges und in der Region Lothringen; sein Hauptort war Monthureux-sur-Saône.

## Lage
Der elf Gemeinden umfassende Kanton lag im Südwesten des Départements Vosges. 

Lage des Kantons Monthureux-sur-Saône innerhalb des alten Arrondissements Épinal

## Gemeinden
| Gemeinde             | Einwohner Jahr | Fläche km² | Bevölkerungsdichte | Code INSEE | Postleitzahl |
| -------------------- | -------------- | ---------- | ------------------ | ---------- | ------------ |
| Ameuvelle            | 56 (2013)      | 5,56       | 10 Einw./km²       | 88007      | 88410        |
| Bleurville           | 353 (2013)     | 20,25      | 17 Einw./km²       | 88061      | 88410        |
| Claudon              | 218 (2013)     | 21,72      | 10 Einw./km²       | 88105      | 88410        |
| Fignévelle           | 52 (2013)      | 4,4        | 12 Einw./km²       | 88171      | 88410        |
| Gignéville           | 77 (2013)      | 5,58       | 14 Einw./km²       | 88199      | 88320        |
| Godoncourt           | 139 (2013)     | 11,38      | 12 Einw./km²       | 88208      | 88410        |
| Martinvelle          | 120 (2013)     | 24,73      | 5 Einw./km²        | 88291      | 88410        |
| Monthureux-sur-Saône | 878 (2013)     | 19,02      | 46 Einw./km²       | 88310      | 88410        |
| Nonville             | 213 (2013)     | 8,91       | 24 Einw./km²       | 88330      | 88260        |
| Regnévelle           | 130 (2013)     | 8,62       | 15 Einw./km²       | 88377      | 88410        |
| Viviers-le-Gras      | 180 (2013)     | 9,04       | 20 Einw./km²       | 88517      | 88260        |

## Bevölkerungsentwicklung
| 1962 | 1968 | 1975 | 1982 | 1990 | 1999 | 2006 | 2012 |
| ---- | ---- | ---- | ---- | ---- | ---- | ---- | ---- |
| 3322 | 3295 | 3074 | 2948 | 2764 | 2614 | 2442 | 2447 |